# Mittelschönbronn
Mittelschönbronn ist ein Gemeindeteil der Gemeinde Wieseth im Landkreis Ansbach (Mittelfranken, Bayern). Mittelschönbronn liegt in der Gemarkung Deffersdorf.

## Geografie
Das Dorf liegt am linken Ufer der Wieseth der Schlötzenmühle gegenüber. Es münden der Hechelbach nördlich des Ortes und der Geißbach südlich des Ortes als linke Zuflüsse in die Wieseth. 0,5 km nordöstlich befindet sich das Kleefeld, 0,75 km südöstlich die Schwarzäcker. Eine Gemeindeverbindungsstraße führt nach Wieseth (1,7 km südöstlich) bzw. nach Häuslingen (1,5 km nordöstlich) jeweils zur Staatsstraße 2248. Eine weitere Gemeindeverbindungsstraße führt nach Ammonschönbronn (0,6 km südwestlich).

## Geschichte
Mittelschönbronn lag im Fraischbezirk des ansbachischen Oberamtes Feuchtwangen. 1732 bestand der Ort aus acht Anwesen und einem Gemeindehirtenhaus. Die Dorf- und Gemeindeherrschaft hatte das Verwalteramt Forndorf. Grundherren waren das Verwalteramt Forndorf (1 Mühle, 1 Hof, 2 Halbhöfe, 1 Gütlein, 1 Gütlein mit Backrecht) und das würzburgische Juliusspital (2 Höfe). Gegen Ende des Alten Reiches unterstand der eine würzburgische Hof dem eichstättischen Stiftskapitel Herrieden und der andere Hof dem eichstättischen Kastenamt Arberg-Ornbau. Von 1797 bis 1808 unterstand der Ort dem Justiz- und Kammeramt Feuchtwangen.
Mit dem Gemeindeedikt (frühes 19. Jahrhundert) wurde Mittelschönbronn dem Steuerdistrikt Gräbenwinden und der Ruralgemeinde Oberschönbronn zugewiesen. Im Zuge der Gebietsreform in Bayern wurde Mittelschönbronn am 1. Januar 1972 nach Wieseth eingemeindet.

### Einwohnerentwicklung
| Jahr      | 001818 | 001840 | 001861 | 001871 | 001885 | 001900 | 001925 | 001950 | 001961 | 001970 | 001987 | 002006 |
| Einwohner | 57     | 44     | 45     | 44     | 58     | 50     | 61     | 68     | 52     | 46     | 45     | 30     |
| Häuser    | 10     | 3      |        |        | 11     | 10     | 10     | 10     | 11     |        | 11     |        |
| Quelle    | [ 10 ] | [ 11 ] | [ 12 ] | [ 13 ] | [ 14 ] | [ 15 ] | [ 16 ] | [ 17 ] | [ 18 ] | [ 19 ] | [ 20 ] | [ 1 ]  |

## Religion
Der Ort ist seit der Reformation evangelisch-lutherisch geprägt und bis heute nach St. Wenzeslaus (Wieseth) gepfarrt. Die Einwohner römisch-katholischer Konfession waren ursprünglich nach St. Jakobus der Ältere (Elbersroth) gepfarrt, heute ist die Pfarrei Herz Jesu (Bechhofen) zuständig.